# Walking Cloud and Deep Red Sky, Flag Fluttered and the Sun Shined
Walking Cloud and Deep Red Sky, Flag Fluttered and the Sun Shined és el tercer àlbum d'estudi de Mono, publicat en 2004. El disc va ser enregistrat als estudis Electrical Audio, de Chicago, i produït per Steve Albini.
El concepte principal de l'àlbum és la pau. El grup va tractar de recollir les alegries i penes del seu públic i tornar-los optimisme i l'esperança que l'home, finalment, corregirà els seus errors i les coses milloraran.
Algunes edicions del disc van incloure un tros de paper d'origami amb les paraules one for a thousand paper cranes («una de les mil grues de paper» en català) i instruccions de plegament, en referència a l'última pista de l'àlbum la qual està inspirada en la història de Sadako Sasaki.

## Llistat de pistes
| Núm. | Títol                              | Durada |
| ---- | ---------------------------------- | ------ |
| 1.   | «16.12»                            | 10:57  |
| 2.   | «Mere Your Pathetique Light»       | 6:36   |
| 3.   | «Halcyon (Beautiful Days)»         | 8:09   |
| 4.   | «2 Candles, 1 Wish»                | 2:47   |
| 5.   | «Ode»                              | 7:06   |
| 6.   | «The Sky Remains the Same as Ever» | 2:27   |
| 7.   | «Lost Snow»                        | 15:12  |
| 8.   | «A Thousand Paper Cranes»          | 5:11   |